# Gynandrobremia populicola
Gynandrobremia populicola är en tvåvingeart som beskrevs av Fedotova 2002. Gynandrobremia populicola ingår i släktet Gynandrobremia och familjen gallmyggor. Inga underarter finns listade i Catalogue of Life.